# Vold
 For alternative betydninger, se Vold (flertydig). (Se også artikler, som begynder med Vold)
 Denne artikel bør gennemlæses af en person med fagkendskab for at sikre den faglige korrekthed.

Vold hænger oftest sammen med aggression og betegner generelt handlinger, normalt overlagte handlinger, som resulterer i, eller er tiltænkt at resultere i, smerte og/eller skade på andre personer eller dyr. Der findes grundlæggende to former for vold: tilfældig vold som betegner vold, der forekommer i tilfældigt opståede situationer og planlagt/overlagt vold, som betegner sanktionerede som usanktionerede voldshandlinger i en større skala såsom krig. Visse former for vold er socialt og/eller juridisk accepterede, mens andre betragtes som kriminelle handlinger i en givet samfund. Forskellige samfund betragter og behandler voldshandlinger forskelligt. Uacceptabel vold ligger udenfor samfundets normer og betragtes i almindelighed som ondskabsfulde.
Det er væsentligt at bemærke, at hverken psykisk eller social vold eksisterer i straffelovens forstand. Her beskæftiger man sig udelukkende med "legemsangreb" (se nedenfor).

## Den danske straffelovs voldsbegreb
Forsætlige legemesangreb er strafbare som vold efter straffelovens §§ 244-245. § 244 dækker den "almindelige" vold, mens § 245 handler om vold af særligt farlig karakter.
Tidligere (før 1989) sondredes der i straffeloven om hvorvidt offeret havde været sagesløs og hvilken skade angrebet havde medført. Denne sondring er nu forladt, og klassificeringen af forbrydelsen sker nu efter en vurdering af selve angrebets karakter. Særlige skader kan dog virke strafskærpende og bringe den skærpede bestemmelse i § 246 i anvendelse. Denne bruges også når volden har døden til følge.
Det er væsentligt at mærke sig, at der ligger en (uskrevet) forudsætning i bestemmelsen om, at volden skal være uberettiget. Berettiget vold er ikke strafbart, fx i forbindelse med myndighedsudøvelse, ved samtykke fra offeret eller ved lægeligt begrundede indgreb.
Der findes i loven særlige strafskærpelses- og lempelsesregler, hvis angrebet er rettet mod en særligt udsat person (fx en taxachauffør eller dørmand) eller modsat er sket under slagsmål. Vold mod "tjenestemand i funktion" er en forkert, men ofte af lægmænd benyttet, betegnelse for vold mod den, der handler i offentlig tjeneste eller hverv. Vold mod en sådan person er omfattet af en særlig bestemmelse (§ 119), som også omfatter trusler om simpel vold mod samme type personer.
Straffeloven (pr. 2005)
§ 244. Den, som øver vold mod eller på anden måde angriber en andens legeme, straffes med bøde eller fængsel indtil 3 år.
§ 245. Den, som udøver et legemsangreb af særlig rå, brutal eller farlig karakter eller gør sig skyldig i mishandling, straffes med fængsel indtil 6 år. Har et sådant legemsangreb haft betydelig skade på legeme eller helbred til følge, skal dette betragtes som en særlig skærpende omstændighed.
Stk. 2. Den, som uden for de i stk. 1 nævnte tilfælde tilføjer en anden person skade på legeme eller helbred, straffes med fængsel indtil 6 år. 
§ 246. Har et legemsangreb, der er omfattet af § 245 eller § 245 a, været af en så grov beskaffenhed eller haft så alvorlige skader eller døden til følge, at der foreligger særdeles skærpende omstændigheder, kan straffen stige til fængsel i 10 år. 
§ 247. Begås nogen af de lovovertrædelser, der er nævnt i §§ 244-246, af en person, der tidligere er dømt for forsætligt legemsangreb eller for en forbrydelse, der har været forbundet med forsætlig vold, kan straffen forhøjes med indtil det halve. 
Stk. 2. Det samme gælder, når en lovovertrædelse som nævnt i §§ 244-246 begås over for en person, der efter karakteren af sit arbejde er særlig udsat for vold. 
§ 248. For legemsangreb under slagsmål, eller når den angrebne har øvet gengæld mod angriberen, kan straffen under særlig formildende omstændigheder bortfalde.

## Vold i familien - konsekvenser for børnene
En lang række studier har kortlagt voldens ødelæggende konsekvenser for enkeltmenneskers liv. Rapporten A safe place to grow fra en faggruppe i California blev udarbejdet efter årelange samtalegrupper med børn, der voksede op med vold i familien. De børn måtte finde en måde at overleve på uden støtte fra forældrene, der som regel var upålidelige og ustrukturerede; iblandt også mishandlende mod børnene. Sådan et barn kan ikke stole på sine forældre, når det gælder tryghed; ejheller, at de vil hjælpe det til at finde tryghed hos andre. Barnet må derfor selv sørge for sin sikkerhed. Det medfører, at det bruger det meste af sin psykiske energi til at identificere følelsemæssig og fysisk fare. Barnet er altid kampklart, og nærmest blind for alt, der ikke kan tolkes som et angreb. I sociale sammenhænge er barnet tilsvarende overoptaget af at finde ud af, hvem det have tillid til - om overhovedet nogen. De, der skaber den utryghed, er forældrene; så børnene får et forvirrende dobbeltbillede af forældrene som nære personer, der kan være kærlige, for så  pludselig at blive fjendtlige. Selv om mange af disse børn kan virke kompetente og modne, er de i virkeligheden altid på vagt og mistroiske. De har lært, at de kun kan stole på sig selv. Det eneste, sådan et barn egentlig har kontrol på, er sine egne, ofte helt forkerte tolkninger og tanker, der nærmest gør det immunt mod nye erfaringer, som netop kunne have igangsat en positiv udvikling. I stedet udvikler de barske holdninger, og deres sort/hvid-tænkning undergraver deres evne til empati. Ofte overvældes de af situationer, de ikke kan orientere sig i, og føler sig dumme, magtesløse og fremmedgjorte. De kæmper mod et bristende indre, og har svært ved at fremlægge nogen sammenhængende historie om sig selv. 